# Reichsstraße 379
Als Reichsstraße 379 (R 379) wurde nach der Übernahme des Elsass in deutsche Zivilverwaltung im Jahr 1940 bis 1944 die als Reichsstraße behandelte Straßenverbindung bezeichnet, die von Mülhausen (Mulhouse) im Verlauf der französischen Route nationale 66 über Thann und Saint-Amarin (Sankt Amarin) zum Col de Bussang führte, wo sie die Grenze zum Département Vosges überschritt.
Ihre Gesamtlänge betrug rund 44 Kilometer.